# Atsushi Inoue
Atsushi Inoue (født 28. maj 1977) er en tidligere japansk fodboldspiller.
Han har spillet for flere forskellige klubber i sin karriere, herunder Consadole Sapporo og Gainare Tottori.